# Perdido Bay
Perdido Bay ist eine Bucht an der Mündung des Perdido River. Sie befindet im Baldwin County in Alabama und am Escambia County in Florida, USA.

## Geographie
Perdido Bay liegt östlich der Gemeinden Orange Beach und Lillian in Alabama und westlich der Gemeinden Pensacola und Perdido Key in Florida.
Ono Island und die Mündung der Bucht liegen auf dem Territorium Alabamas. Die Grenze zu Florida verläuft über Florida Point und die Barriereinseln östlich von Alabama Point und Perdido Pass, wo die Bucht in den Golf von Mexiko mündet. Perdido Pass bietet außerdem maritimen Zugang von der Perdido Bay zum Intracoastal Waterway und zum Golf.